# 細木運河

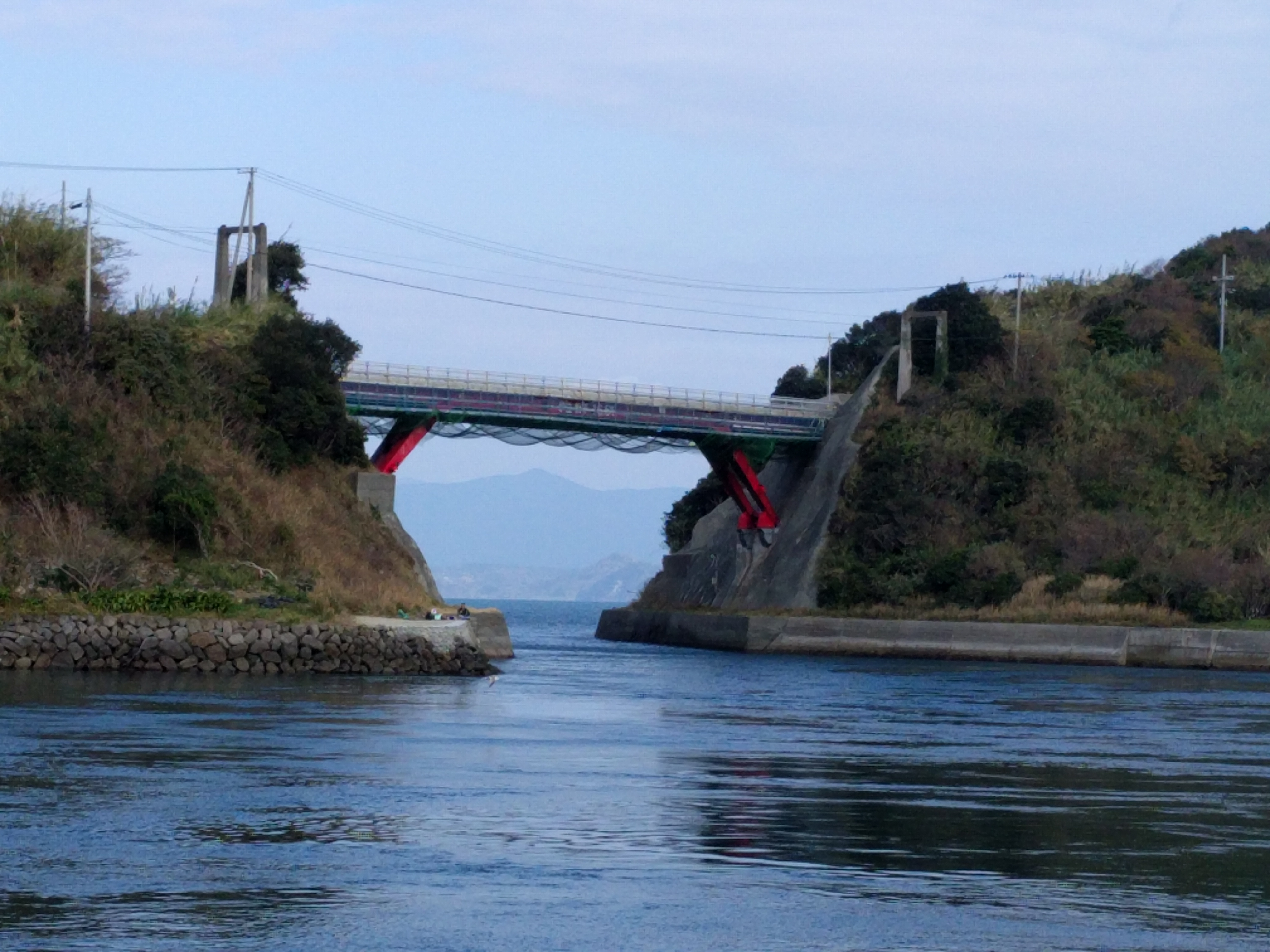
細木運河

細木運河（ほそきうんが）は、愛媛県宇和島市の蔣淵半島（三浦半島）の中部にある運河。
蔣淵半島は宇和海に突き出した形をしており、また季節風を避けるため先端部においては、浦は半島南側に発達したが、宇和島港へ向かう船舶は約8キロ程度の迂回を強いられるなど航行の障害となっており、また、半島西北のふぶしの瀬戸は小船にとっては難所であった。「いるか越」と呼ばれる地峡があり、かつては北灘や蔣淵村の漁民が宇和島方面に出向く際には、峠越えをしていたことから、明治中期以降幾度か掘削が構想されたが、実現しなかった。太平洋戦争後の1950年（昭和25年）の国土総合開発法による四国西南地域の開発事業の一つとして計画され、1956年（昭和31年）起工、1961年（昭和36年）に竣工した。総工費約1億円。
付近の海域は海面養殖が盛んであり、小型漁船の航行が主体となっている。かつては宇和島-鹿島航路の船舶が航行していた。運河の上部には橋梁が架けられ、県道が走っている。
- 延長	190m
- 幅員	20m
- 水深	3m